# Церква Благовіщення (Назарет)
Це́рква Благові́щення над джерелом Пресвятої Богородиці в місті Назареті (івр. כנסיית גבריאל הקדוש) — грецька православна «церква Архангела Гавриїла» над джерелом Пресвятої Богородиці. Пов'язані дві назви з подією благої звістки для Діви Марії від Архангела Гавриїла. Розміщена у місті Назареті, де мешкала Діва Марія, тому її називали «Марія з Назарету». Ця церква є парафіяльним храмом православної арабської громади міста Назарета. Відноситься до Назаретської митрополії Православної церкви Єрусалима грецької патріархії. Водяне джерело досі є діючим для відвідування паломниками.

## Історія
Канонічні Євангелія не вказують про подію Благовіщення коло джерела води. Але апокрифічне протоєвангеліє Якова вказує на це. Звідси виникла східна православна традиція шанування образу «Благовіщення біля колодязя», а також виник храм на зазначеному місці у місті Назарет, де мешкала Богородиця та вела звичайний повсякденний побут.
А згідно канонічного Євангелія (Лк. 1:28-33) зазначена подія відбулася у домі її обручника Йосипа, на якому споруджено пізніше католицьку базиліку Благовіщення.
Перший храм на вказаному місці заснували в IV столітті під час правління імператора Костянтина Великого. За свідченням блаженного Ієроніма Стридонського (342—420 рр.) в Палестині (вже у 380 р.) у Назареті існувало два храми, присвячені Благовіщенню:
- один на місці Благовіщення Архангелом Гавриїлом та інший там,
- де жило святого сімейства (базиліка Благовіщення).

Ці свідчення підтверджує у своєму оповіданні «про Святі місця» (близько 670 р.) західний паломник Аркульф. Також ці відомості повідомляє в творі «про Святі місця» (близько 720 р.) Беда Преподобний. Західний святий Віллібальд (близько 723–726 pp.) свідчить про дві церкви, що з боку сарацинів чинилися спроби зруйнувати церкву над джерелом води. І згодом мусульмани руйнують храм згідно спогадів західного паломника Зефульфа, який відвідав Святу Землю в 1102–1103 рр., м. Назарет описується спустошеним сарацинами, а водне джерело оточене тільки колонами і плитами. Про «круглу церкву» (ротонду) на цьому місці прикрашену колонами і мармуром, свідчить ігумен Данило Паломник — православний паломник, який відвідав Святу Землю в 1106 році. Про джерело води, що б'є в церкві, згадує паломник Фока в 1177 році. Султан Бейбарс в XIII столітті знищив всі храми міста Назарету.
Вже сучасна церква була побудована в 1750 році при значній допомозі Російської імперії. Водяне джерело Пресвятої Богородиці знаходиться в глибині цього храму в окремому притворі з влаштованим над ним престолом. В ньому використовуються елементи більш старовинних споруд. Над джерелом — шанований образ «Благовіщення біля колодязя». На пожертви одного з грецьких купців, майстром Андрієм в 1767 р. був виготовлений різьблений позолочений іконостас з дуба. Приміщення церкви у 2-й половині XIX століття приходять в запустіння і ветхість. Наприкінці XIX ст. за сприяння Імператорського Православного Палестинського Товариства на храм була зібрана певна сума коштів з метою ремонту та оновлення. Згаданим Товариством для храму Благовіщення були пожертвувані: золота лампада, поміщена над місцем Благовіщення і ікони Благовіщення, цілування Пресвятої Богородиці і святої праведної Єлисавети (виконані начальником Троїце-Сергієвої іконописної майстерні — ієромонахом Симеоном). Також зазначене Товариство збудувало паломницьке Сергіївське подвір'я для прочан, поруч з православним храмом Благовіщення над джерелом Пресвятої Богородиці в 1904 р.. Розпис стін храму в стародавньому візантійському стилі виконана в 1977–1978 рр., румунськими художниками Михайлом і Гавриїлом Марасанами.

## Галерея

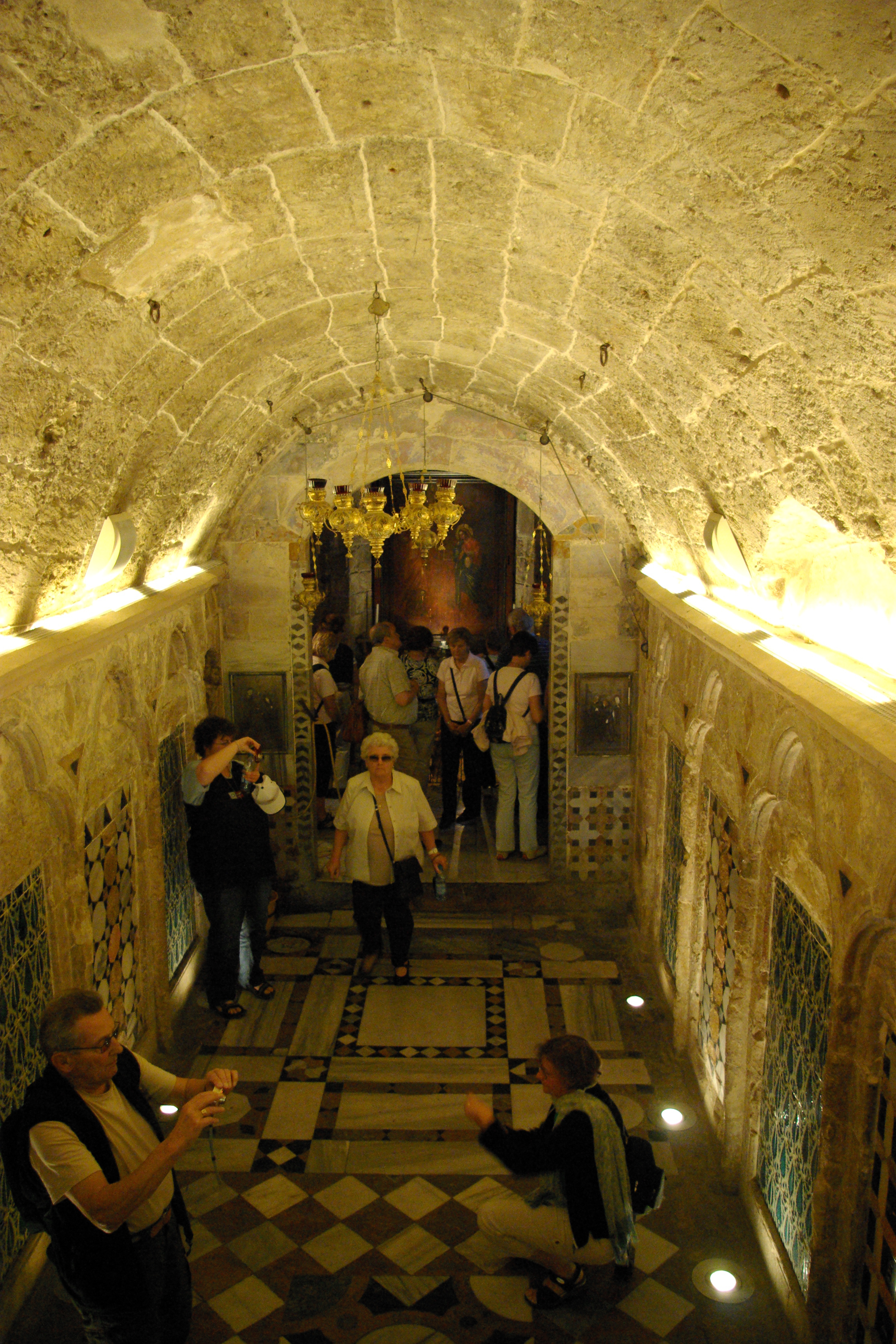
Грот для проходу до водяного джерела під церквою Церква Благовіщення (Архангела Гавриїла) у Назареті
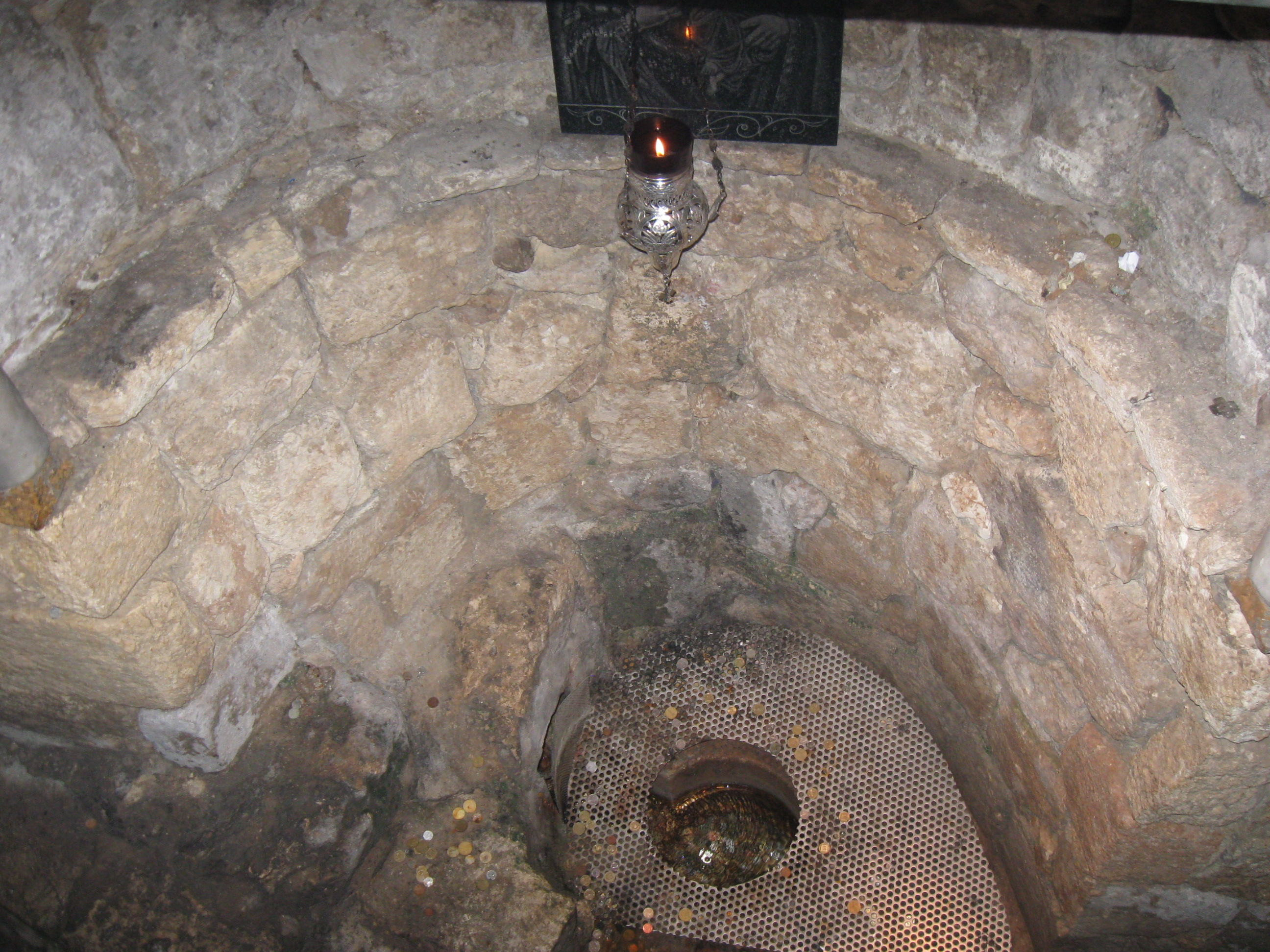
Вимощене водяне джерело під церквою Церква Благовіщення (Архангела Гавриїла) у Назареті
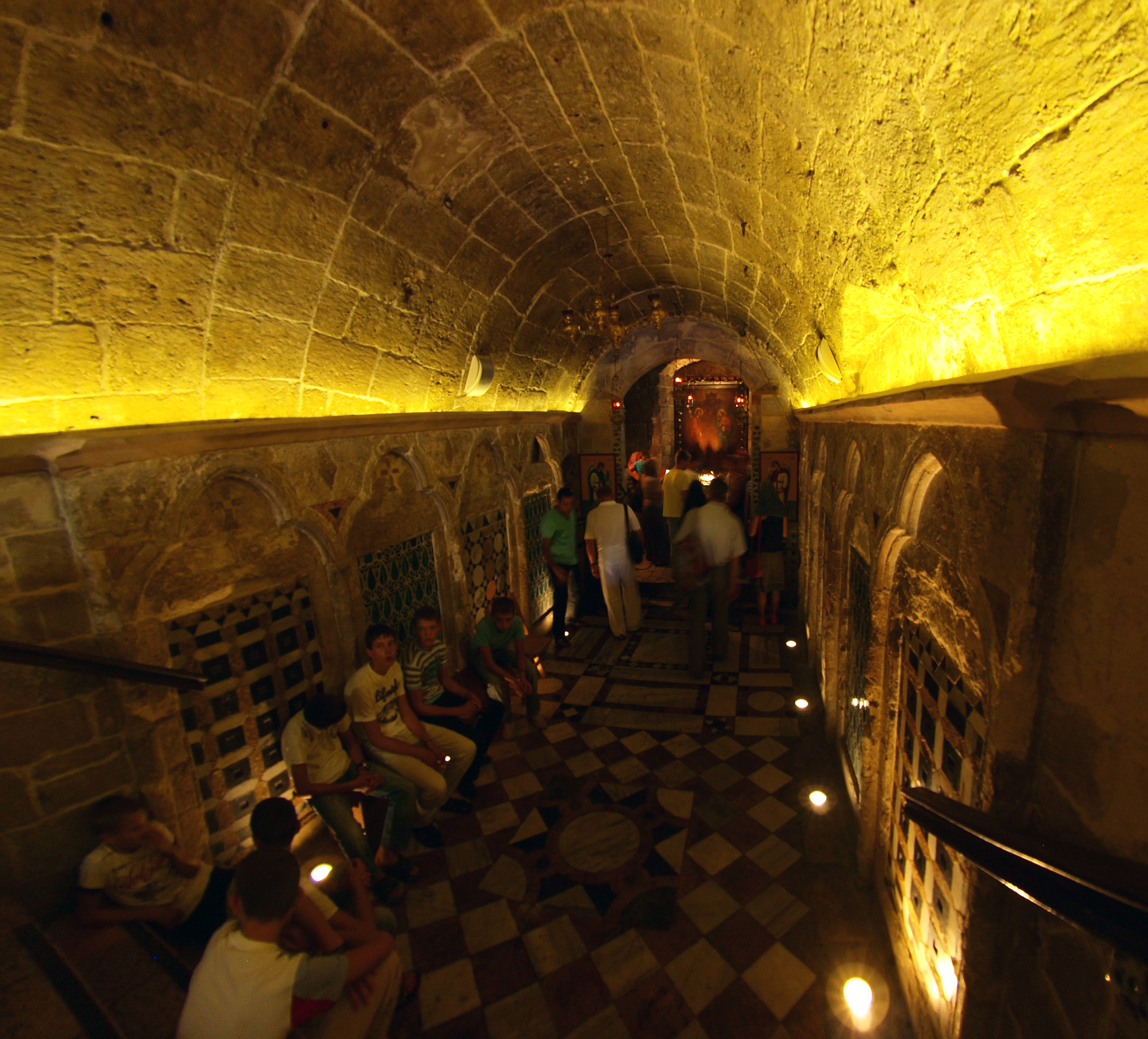
Прохід (грот) до водяного джерела під церквою Церква Благовіщення (Архангела Гавриїла) у Назареті
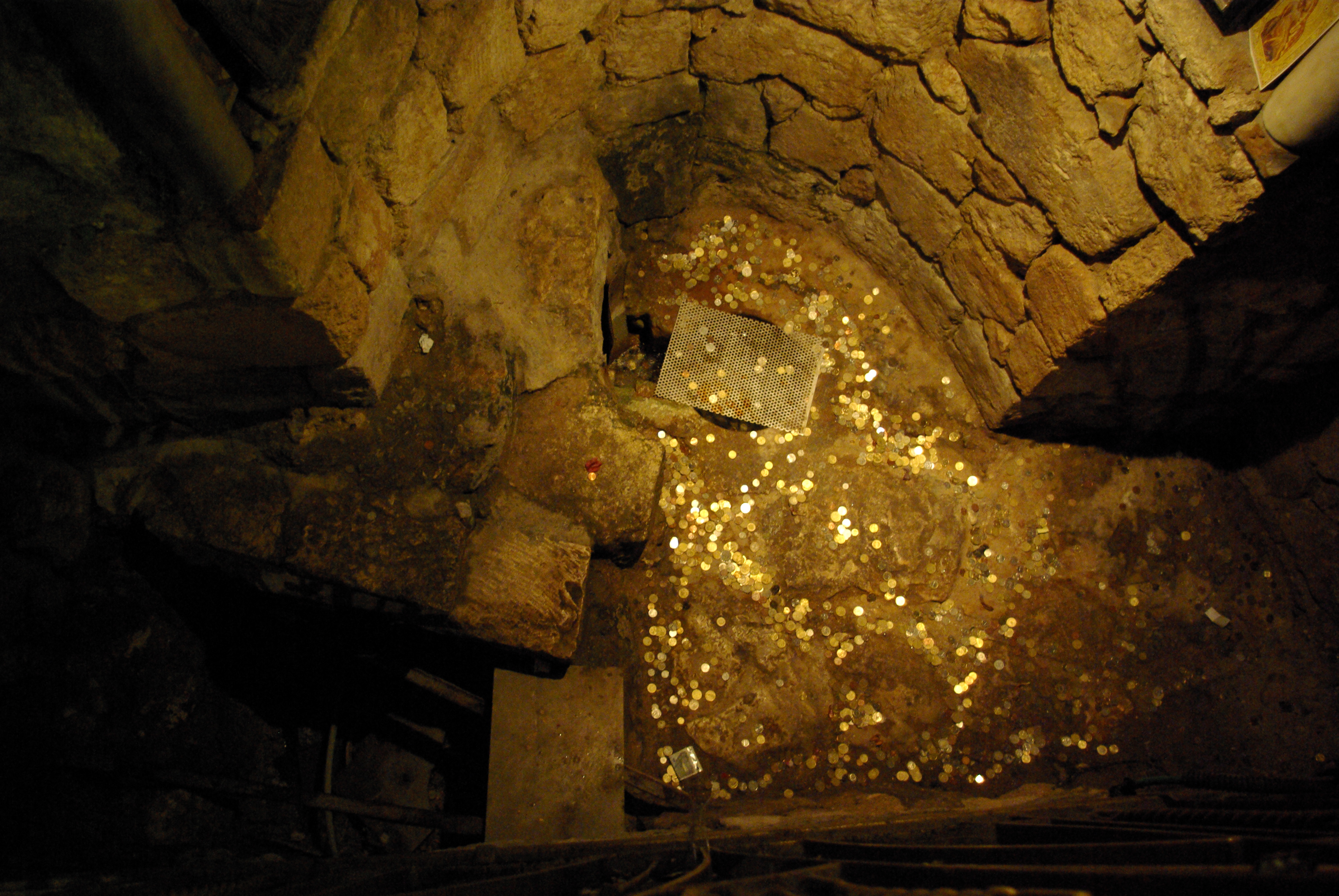
Монети паломників біля джерела під церквою Церква Благовіщення (Архангела Гавриїла) у Назареті
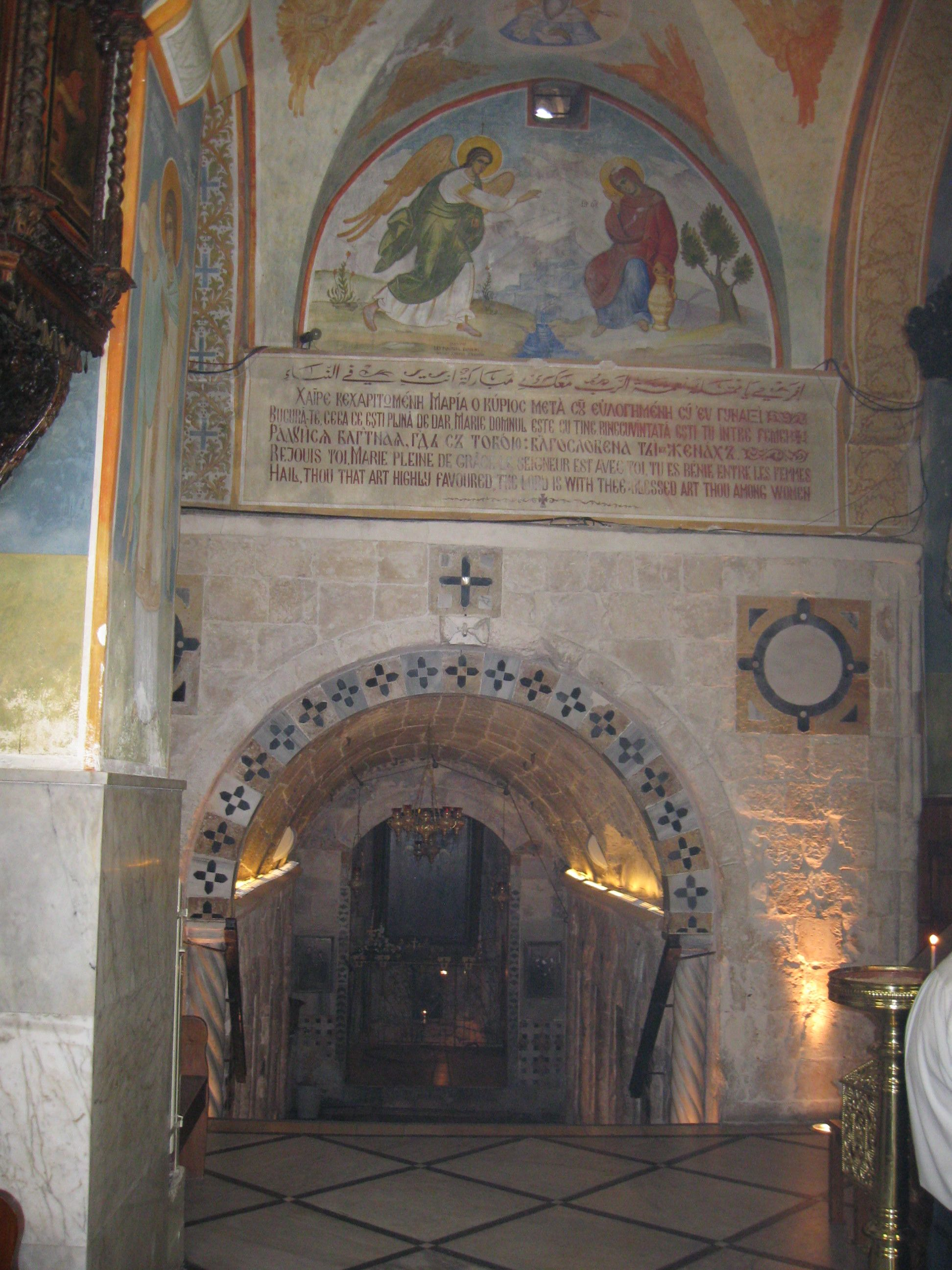
Вид на грот (прохід) до водяного джерела
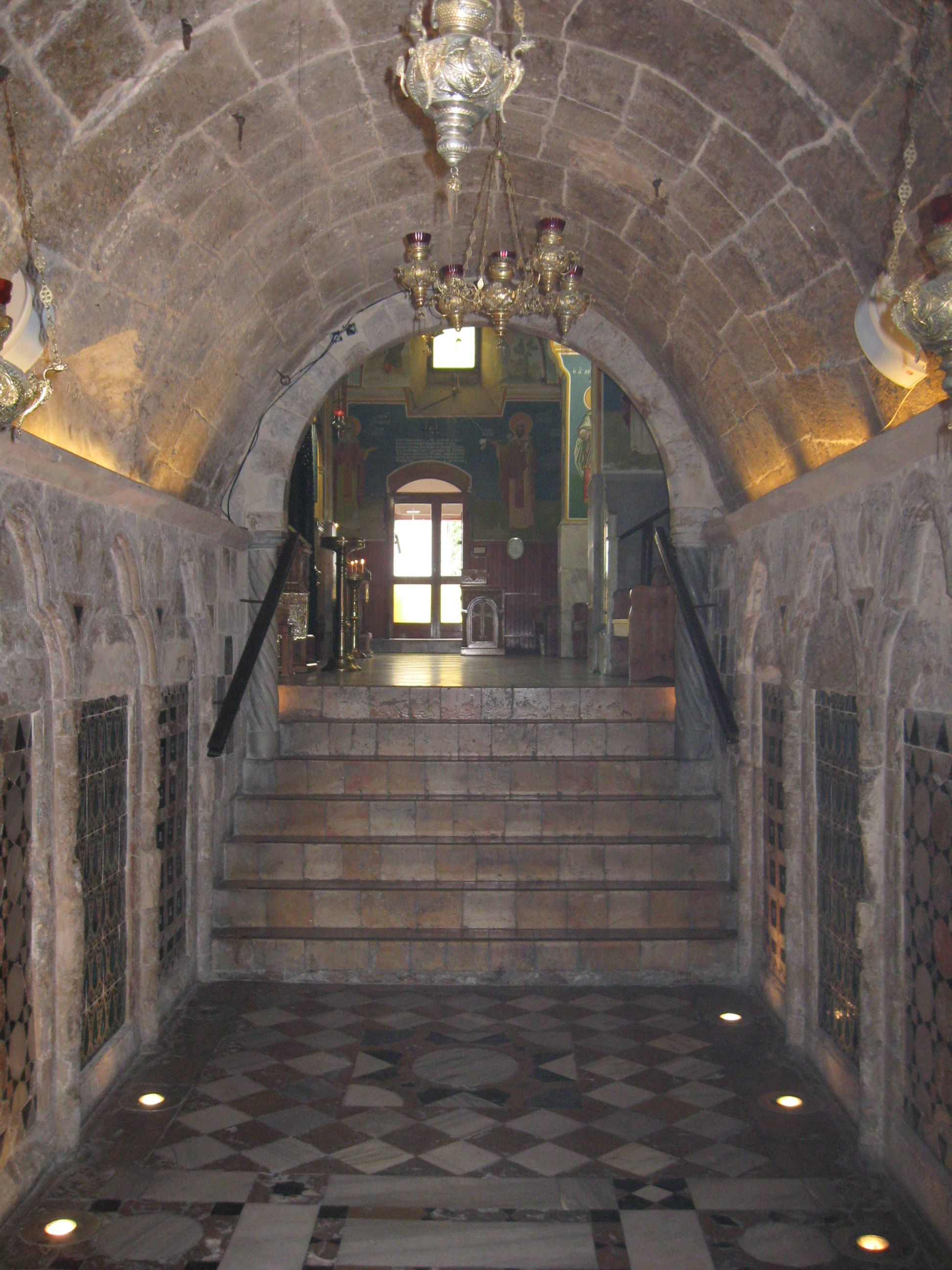
Вид із гроту (в проході) від водяного джерела
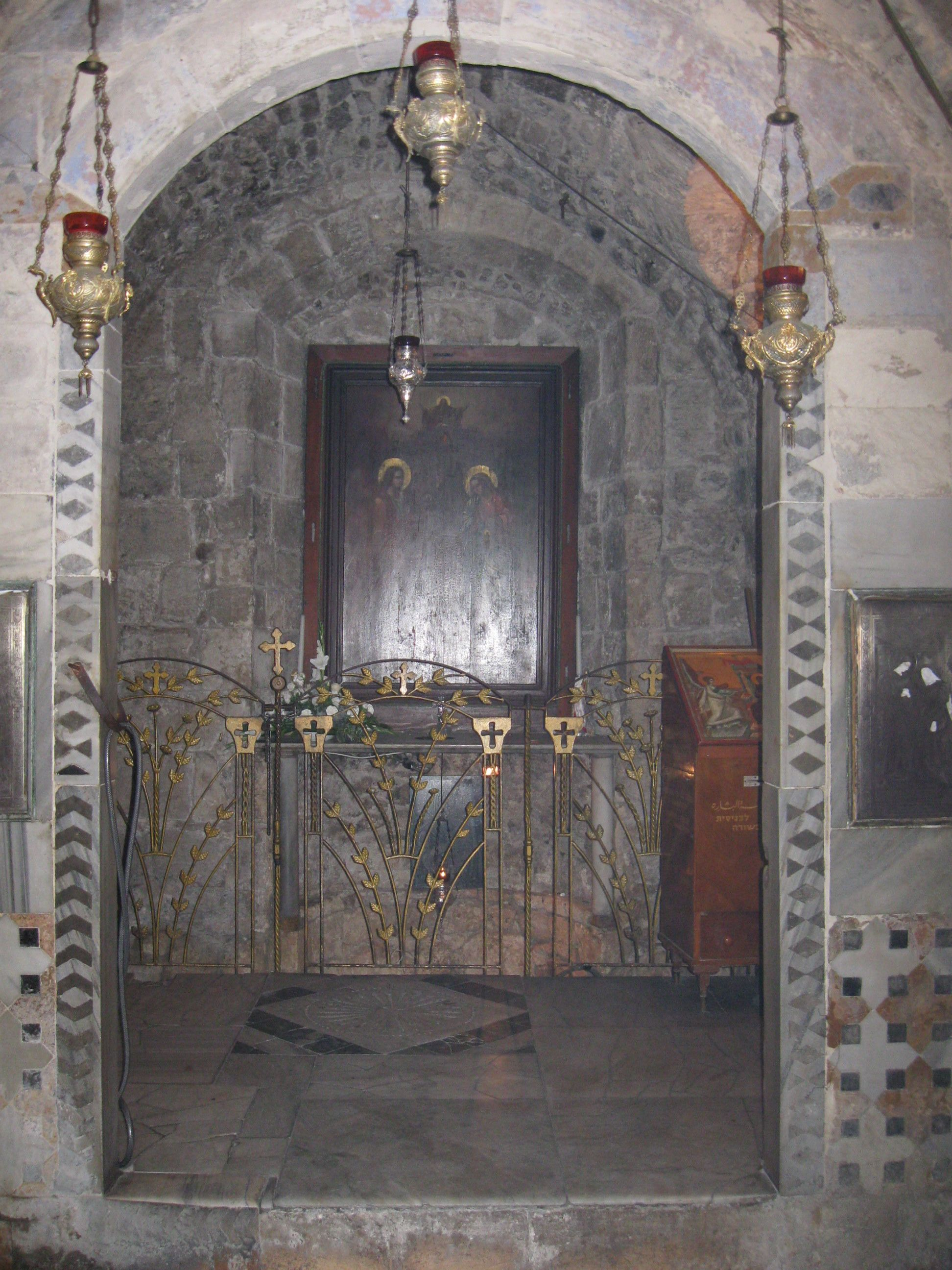
Ікона церкви Благовіщення (Архангела Гавриїла) у Назареті
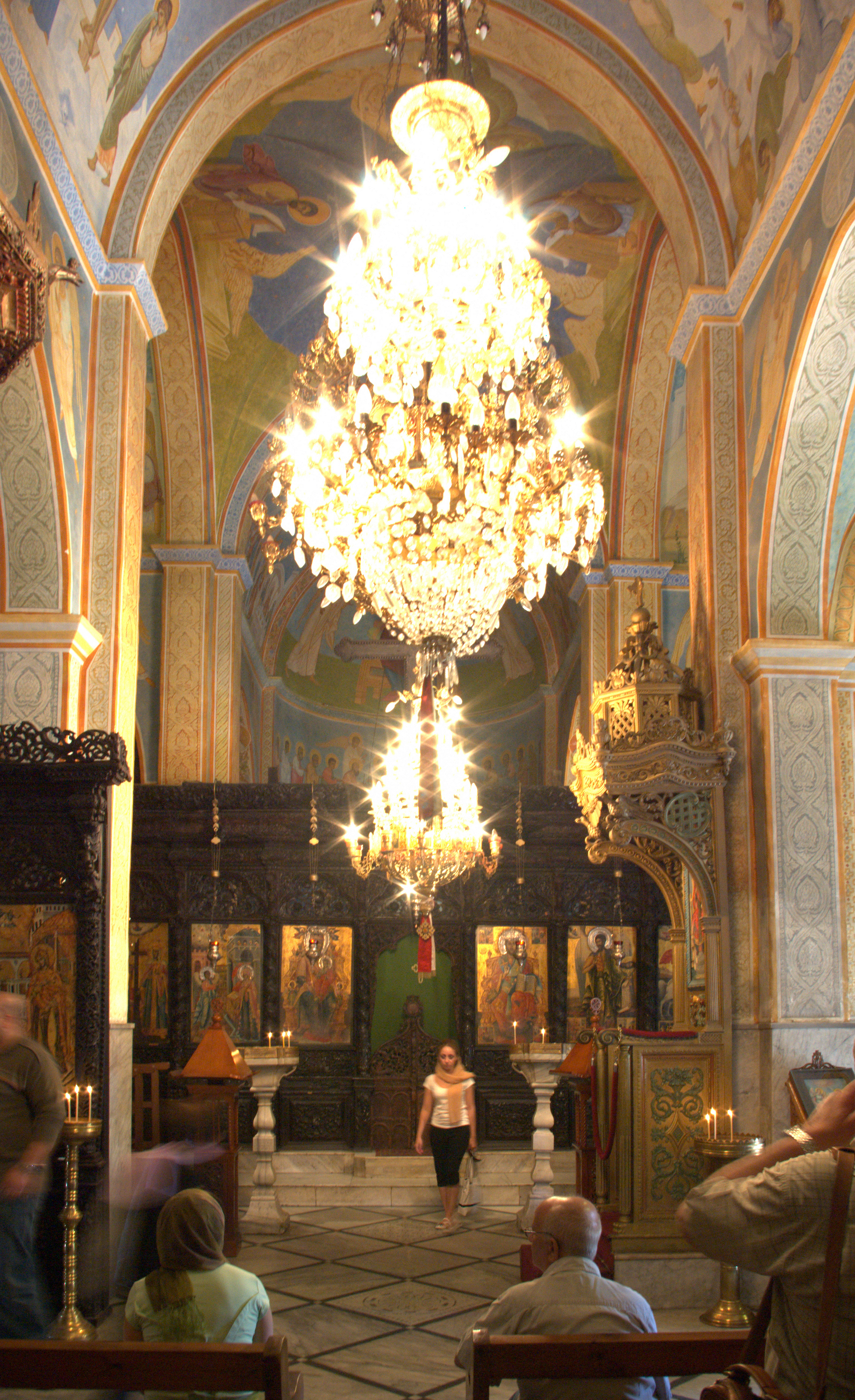
Вид в нутрі храму
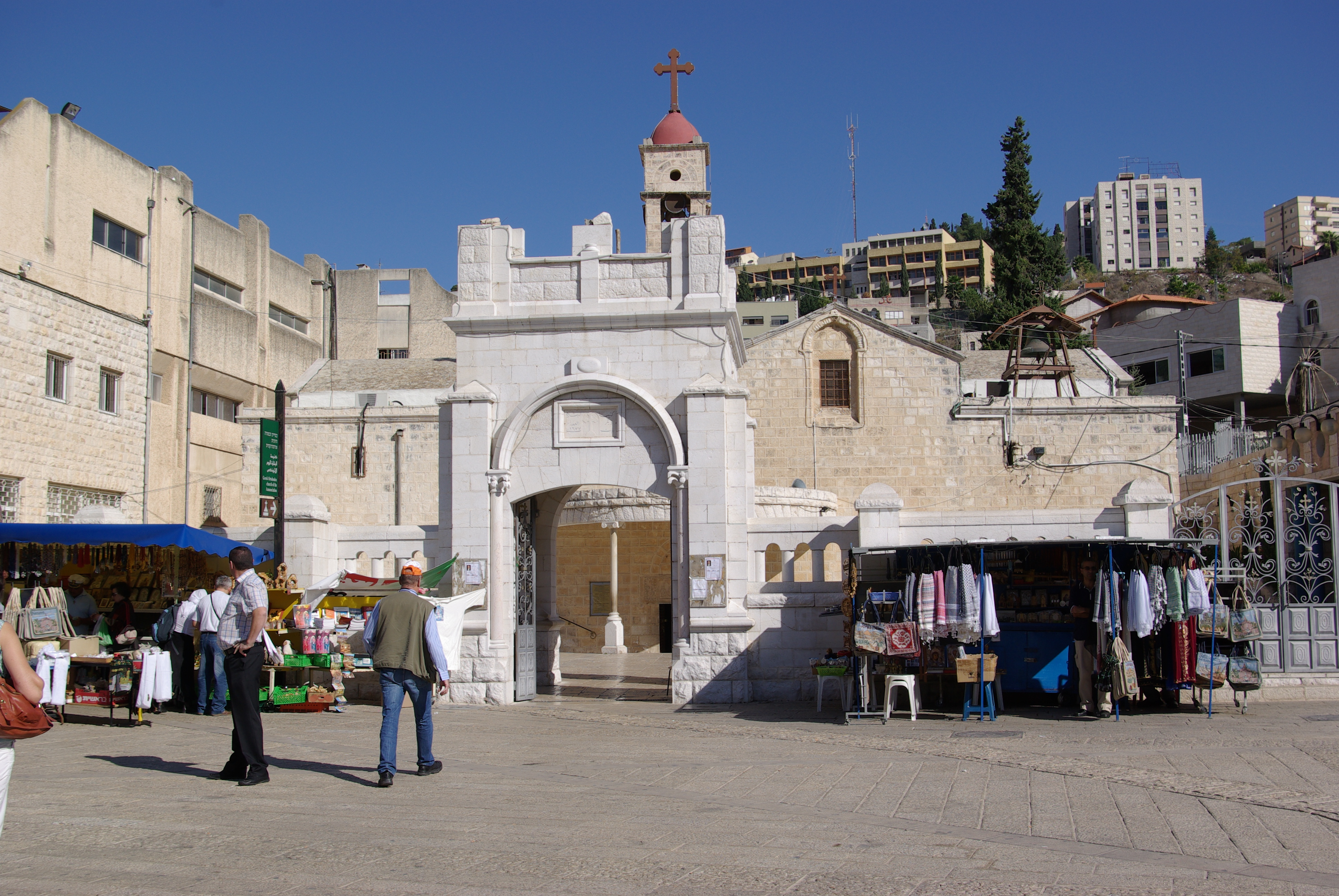
Вид з вулиці на храм
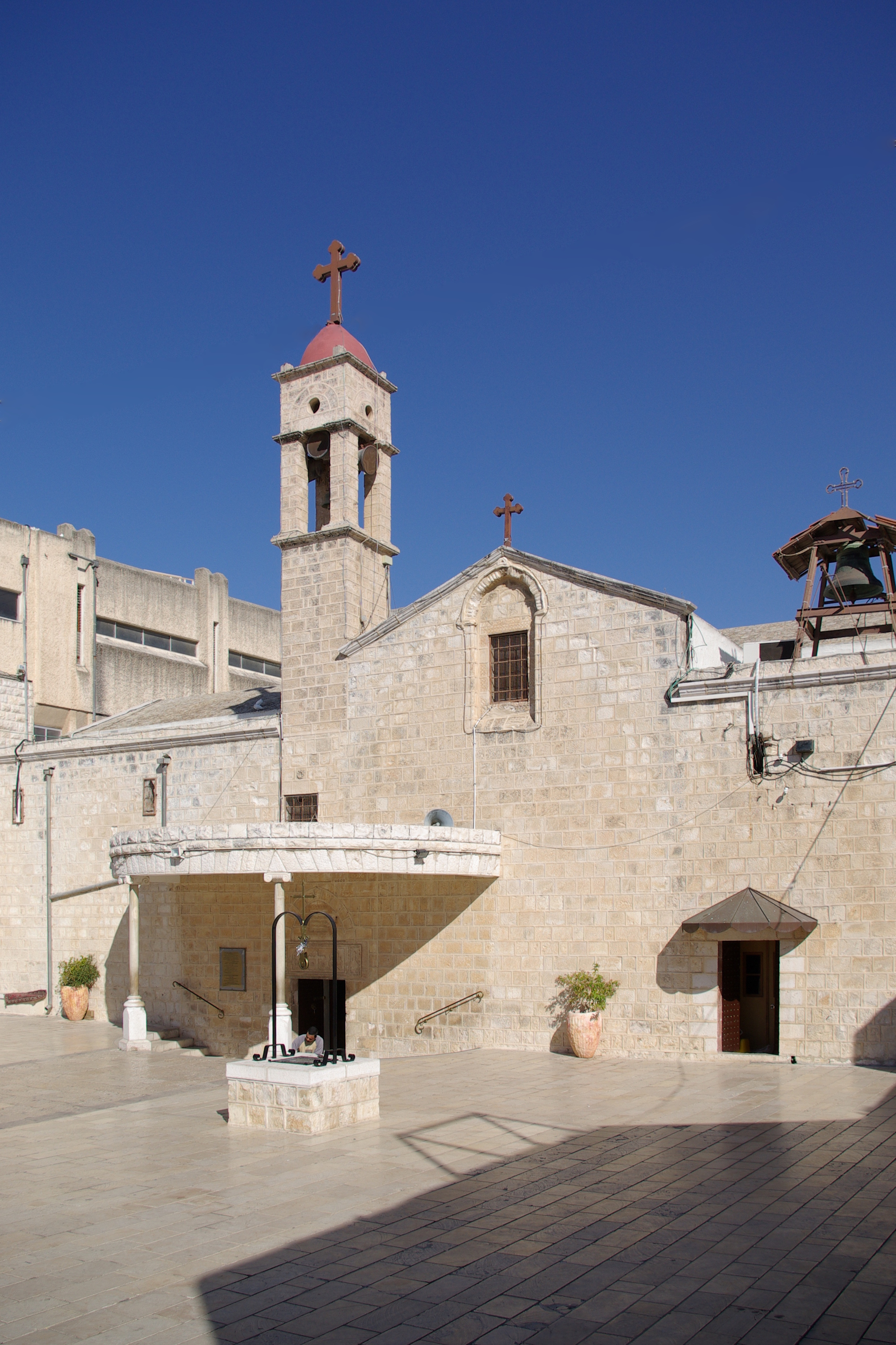
Вид на вхід до храму
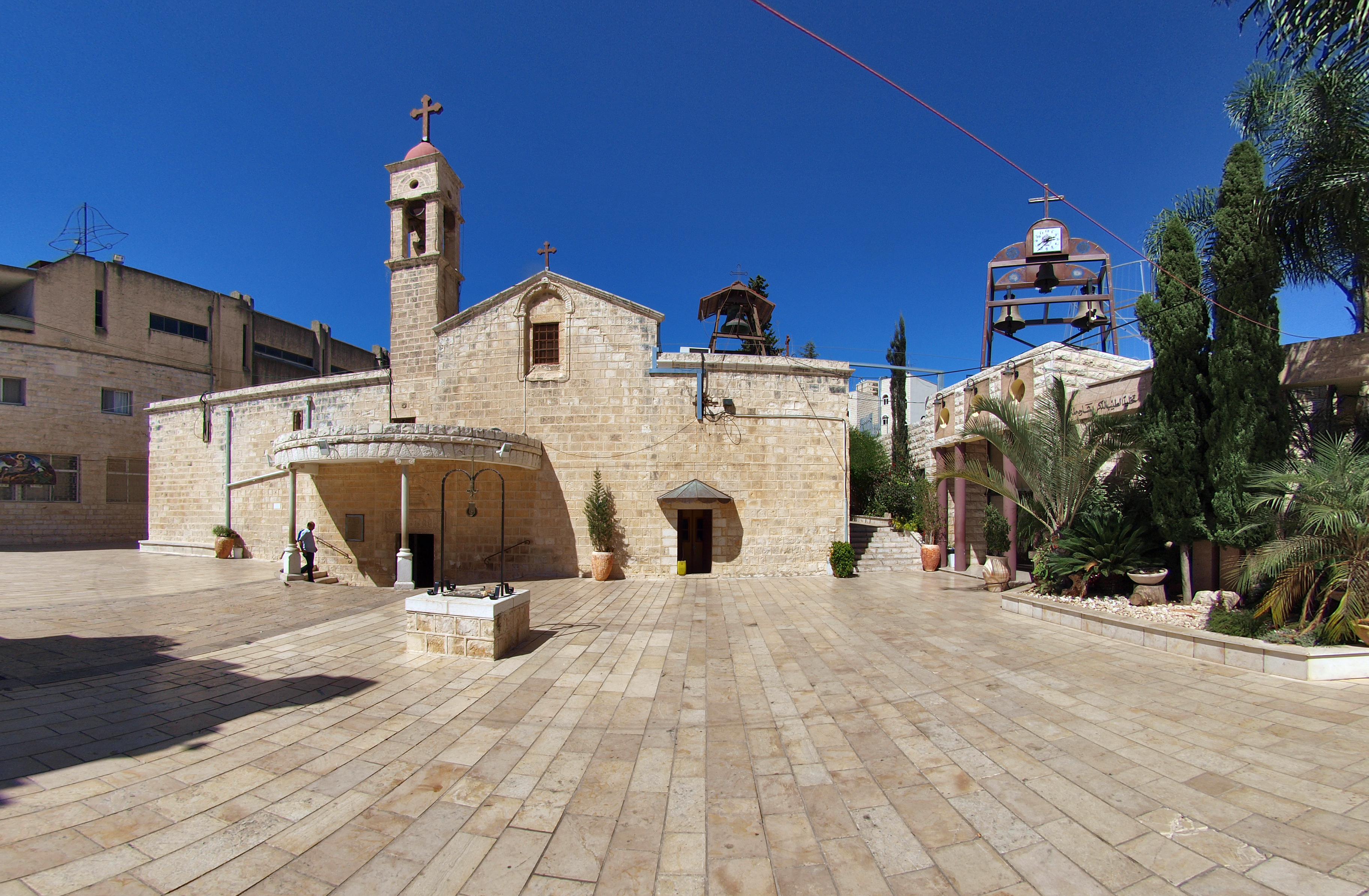
Вид на вхід до храму
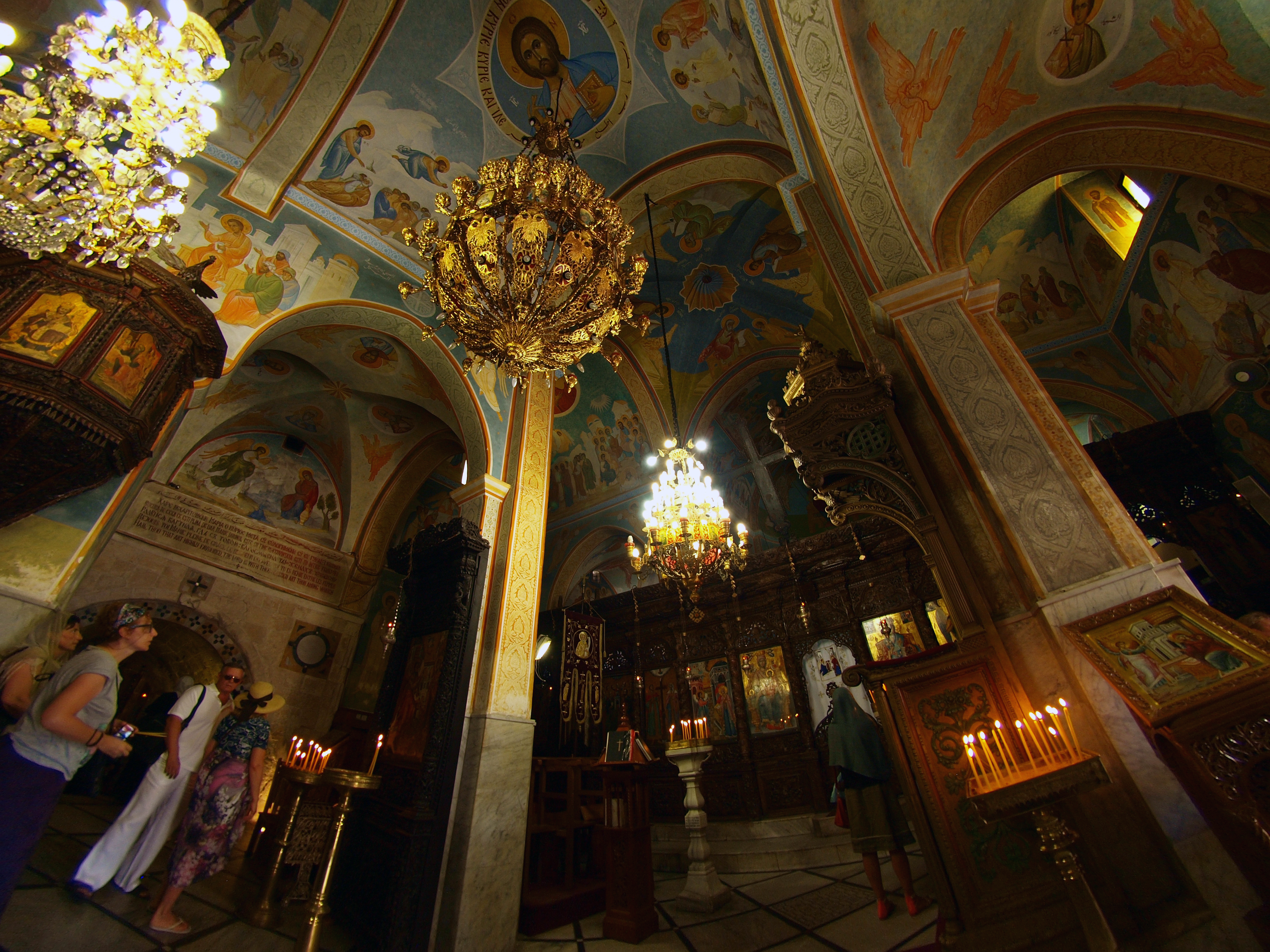
Вид в нутрі храму
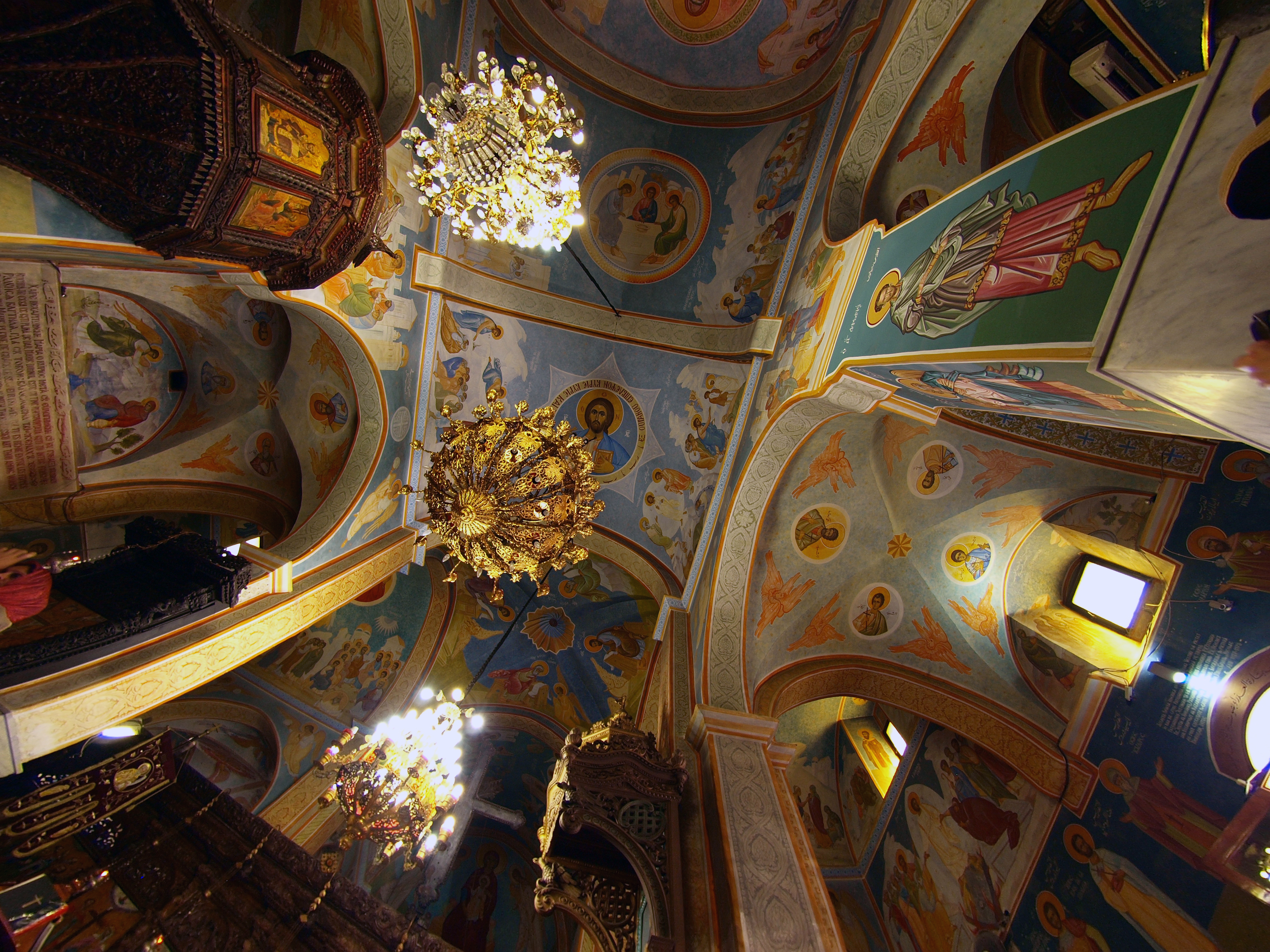
Вид в нутрі храму
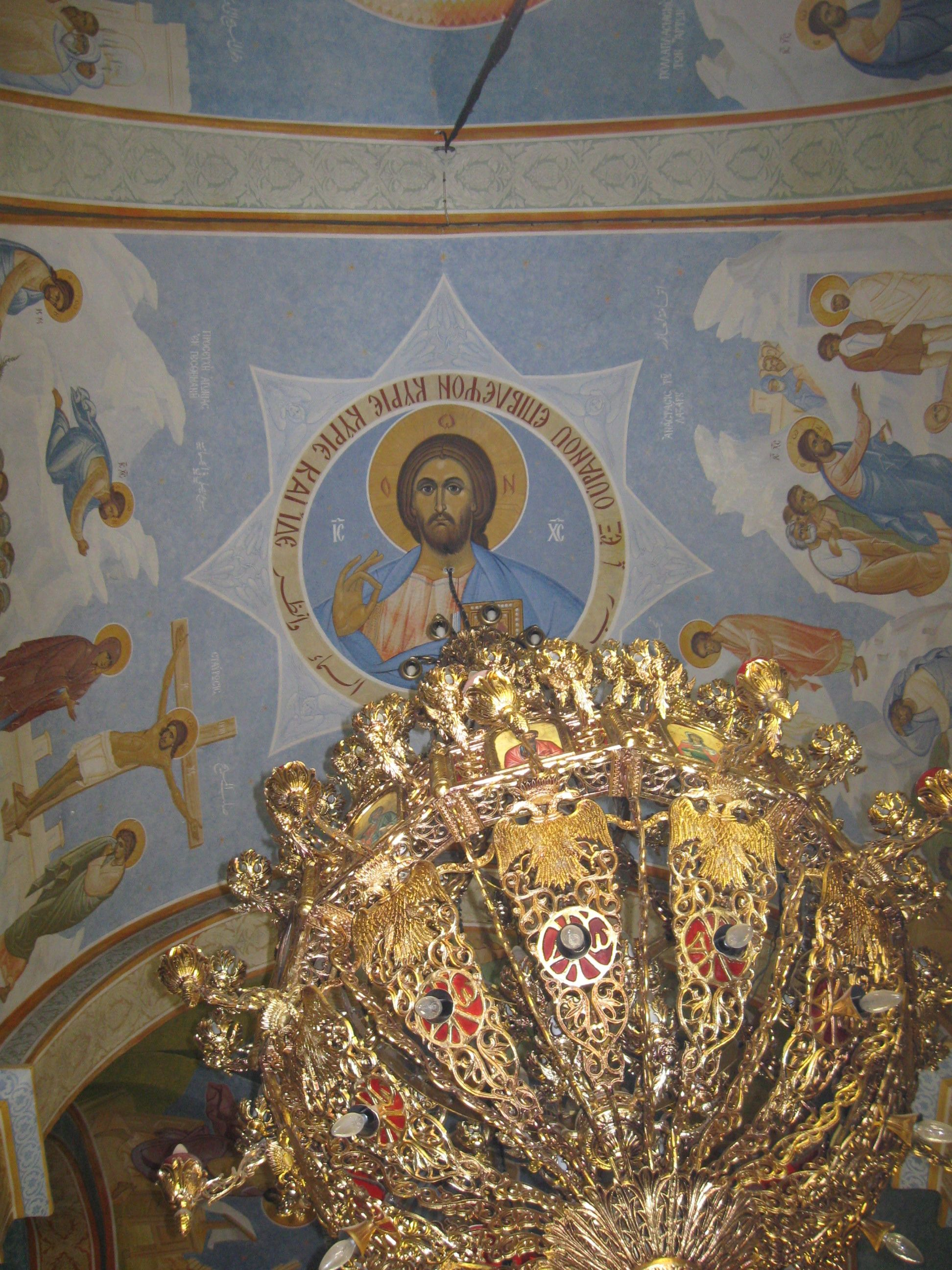
Вид в нутрі храму
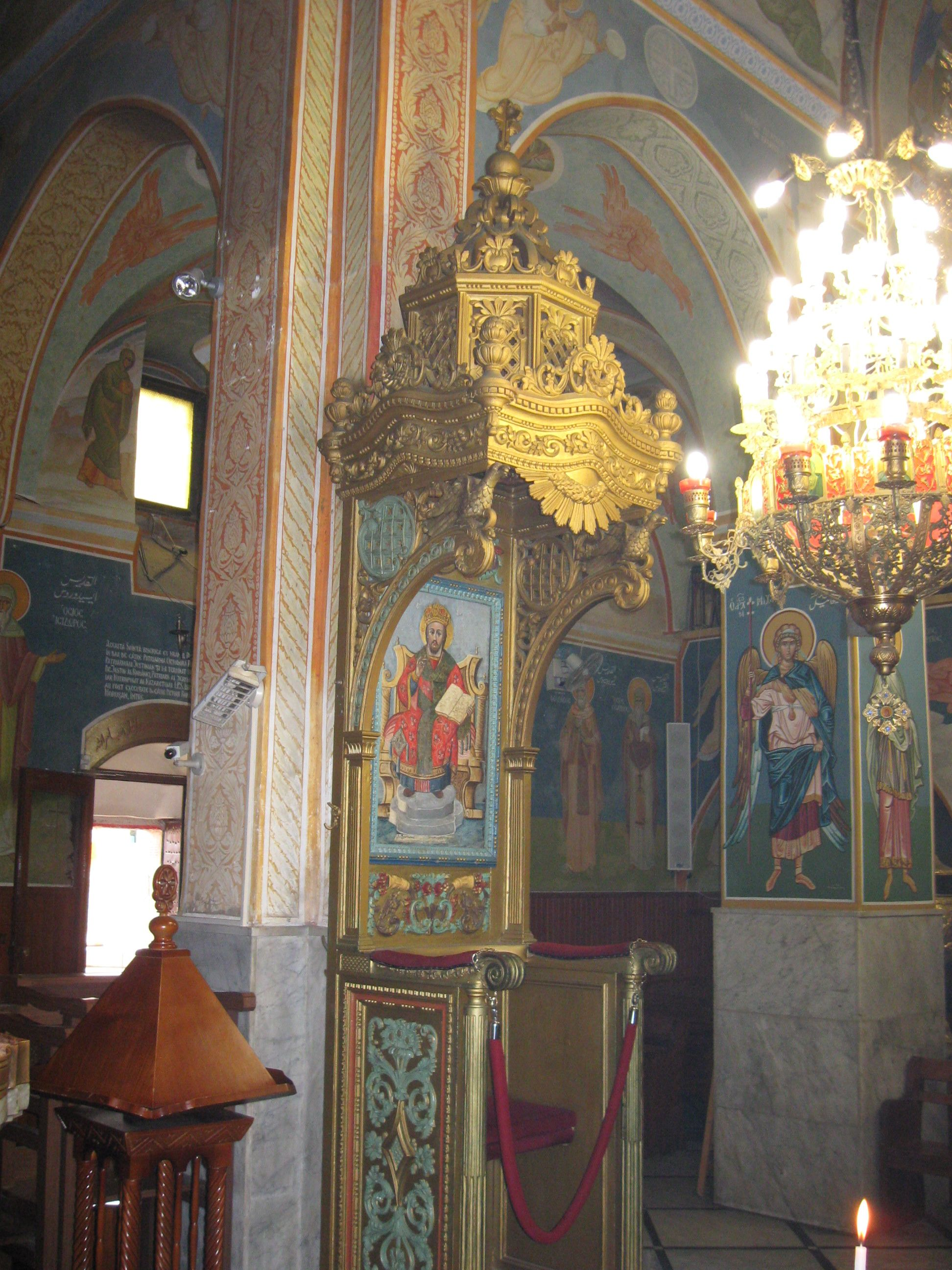
Вид в нутрі храму